# مالی پیکون
مالی پیکون (انگلیسی: Molly Picon؛ ۲۸ فوریهٔ ۱۸۹۸ – ۵ آوریل ۱۹۹۲) یک هنرپیشه اهل ایالات متحده آمریکا بود. وی بین سال‌های ۱۹۰۴ تا ۱۹۸۴ میلادی فعالیت می‌کرد.
از فیلم‌ها یا برنامه‌های تلویزیونی که وی در آن نقش داشته است می‌توان به ویولون‌زن روی بام، به خاطر پیت اشاره کرد.